# Barraca XVI (Aiguamúrcia)
La Barraca XVI és una obra d'Aiguamúrcia (Alt Camp) inclosa a l'Inventari del Patrimoni Arquitectònic de Catalunya.

## Descripció
Construcció de planta rectangular, associada al marge per part posterior. Coberta de pedruscall i portal dovellat. Orientació SSO. L'interior és de planta rectangular, les seves mides són: fondària 2'08m. Amplada 1'75m. No conté elements funcionals.
Està coberta amb una falsa cúpula que tanca amb una llosa amb una alçada màxima de 2'20m.